# 坂井徹
坂井 徹（さかい とおる、1965年10月10日 - ）は日本の俳優である。愛知県出身。名古屋国際児童劇団・巣山プロダクション出身。

## 出演作品

### テレビドラマ
- 中学生日記（NHK Eテレ） - ※デビュー作
- 2年B組仙八先生（TBS）
- 事件記者チャボ! 第23話「チャボの長～い長～い一日」（1984年） - 脇坂 役
- 夏の王様
- 明石貫平35才
- こぶしの花
- 中卒・東大一直線 もう高校はいらない! - 山田 役
- 王貞治の母
- 私鉄沿線97分署 第48話「暗闇でドッキリフォーカス!!」
- 誇りの報酬 第26話「爆走!カージャック大追跡」（1986年） - 石川とおる 役
- スケバン刑事III 少女忍法帖伝奇 第17話「仕掛けられた死の罠 唯のアブナイ休日」 - 小癋見の大介 役
- 光戦隊マスクマン 第32話「オヨブー必殺走り」 - 進也 役
- 田原坂
- 超獣戦隊ライブマン - 尾村豪 / ドクター・オブラー 役
- 長七郎江戸日記 第2シーズン 第12話「悲しい女」 - 佐助 役
- 白虎隊 - 安達藤三郎 役
- 有閑倶楽部（月曜ドラマランド版）
- 特救指令ソルブレイン 第13話 - 広沢 役
- 忠臣蔵
- 女の手記シリーズ 子宝母ちゃん激闘記
- 冬陽の道
- ララバイ刑事'92
- 火曜サスペンス劇場 （日本テレビ）
  - 「非行少年」『男と女の皮肉な再会!16年前の過去が少年を殺す』（1985年11月5日） - 菅沼 役[1]

逃亡者 木島丈一郎冒頭の立てこもり事件機動隊員（セリフあり）　

### 舞台
- おいら日吉丸
- 泣きむしイエモン

### 映画
- スケバン刑事
- パソコンウォーズISAMI
- アイコ十六歳
- 首都高速トライアル
- 生徒諸君! - 岩崎祝 役
- シンデレラ・エクスプレス
- 日本海大海戦 海ゆかば
- ラブストーリーを君に
- 19 ナインティーン
- V.マドンナ大戦争
- テイク・イット・イージー
- 恋する女たち